# Rézbányay János
Rézbányay János (Paks, 1831. január 1. – Pécs, 1918. április 8.) római katolikus pap, pécsi árvaházi igazgató, pápai kamarás, joglíceumi tanár, történettudós, egyházi író, Rézbányay József egyházi író nagybátyja.

## Élete
Rézbányai eredetű régi nemesi családból származott. Pakson az elemi iskolák elvégzése után az első gymnasiumi osztályt mint magántanuló végezte el. A következő két osztályt a piaristáknál, a többit a zirci ciszterciek vezetése alatt Pécsett végezte. Ugyanott mint papnövendék hallgatta a teológiát. A teológia befejezése után 1853-ban néhány hónapig mint szerpap (diakónus) működött Tevelen (Tolnamegye); majd 1843. január 16-án pappá szentelték. Tót-Kesziben (Tolnamegye), majd Rácpetrén (Baranyamegye) és a Pécs-belvárosi plébánián káplánkodott. 1857. szeptember 19-én a papnevelő intézetbe lelkiigazgatónak nevezte ki a megyés püspök. 1864 tavaszán Vokányba (Baranyamegye) ment plébánosnak. Innét közel nyolc évi működés után ismét visszakerült Pécsre, ahol a püspök s székesegyházi káptalan által 1872-ben fenntartott árvaháznak, mint igazgató vette át vezetését. E mellett 1878. augusztus 28-tól a pécsi püspöki jogakadémiánál mint magántanárt alkalmazták; előadta a bölcseleti erkölcstant és a művelődési történelmet, továbbá speciális tantárgy gyanánt a legújabb kor történelmét a francia forradalomtól saját koráig. 1874-ben szentszéki bíróvá, 1881-ben pápai kamarássá nevezték ki. Tagja volt a Szent István Társulat tudományos és irodalmi szakosztályának, valamint az Aquinói Szent Tamás Társulatnak. 1904. január 16-án ülte meg áldozópapságának ötvenéves jubileumát. 1906-tól tiszteletbeli kanonok. 1907-ben nyugdíjazták. 1915-ben a Szent István Akadémia II. osztályának alapító tagja volt. 1918-ban hunyt el 87 éves korában.

## Művei

### Folyóiratcikkei
Az 1850-es évek elején néhány lelkes növendéktársával szövetkezve a papnevelő intézetben magyar irodalmi kört alakított. Ekkor kezdett a hirlapokba írni; az Idők Tanujának, Magyar Államnak 1859-től külmunkatársa volt, két évtizedig hozzászólott a napi kérdésekhez; írt politikai, egyház-politikai, közoktatásügyi, társadalmi s nemzetgazdasági cikkeket. Cikkei a Religióban (1871. Ó- és új társadalom); a Katholikus Theológiai Folyóiratban (1883. A természetes fejlődés rendszere a művelődés-történelem terén); a Magyar Államban (1886. 308. sz. Sláby Ferencz püspök felszent. jubileuma); a Bölcseleti Folyóiratban (1889. A scepticismus és következményei); a Hittudományi Folyóiratnak is munkatársa. Megindította és szerkesztette a Pécsi Közlöny című politikai lapot 1893-94-ben (azontúl pedig mint laptulajdonos munkálataival támogatta a lapot.)

### Önálló művei
- Korszerű bőjti beszédek. Pécs, 1873.
- Európa művelődési történelme, különös tekintettel hazánkra. Uo. 1878-81. Három kötet. (Ism. Uj M. Sion és Századok 1881.).
- Az ó-kori népek művelődési története. Bpest, 1886. (Ism. M. Állam 128., Irodalmi Szemle 6. sz., Bölcseleti Folyóirat 1887.).
- Egyházi beszéd szent István ünnepére. Uo. 1893.
- Egyházi beszéd. A nőnevelésről. Uo. 1897.